# Guillermo de Champeaux
Guillermo de Champeaux, llamado Doctor columna doctorum ("Doctor columna de doctores") (h. 1070-Châlons en Champagne, 18 de enero de 1121) fue un teólogo y filósofo francés.
Estudió en París, y Compiègne. Enseñó en París, en la Escuela catedralicia. Hacia 1108, acosado por los ataques de Pedro Abelardo, abandonó la enseñanza y fundó la abadía de San Víctor  en París, de donde salió para ocupar en 1113 la sede episcopal de Châlons-en-Champagne, lugar en el que falleció.
Escribió De Eucharistia, tal vez también el De origine animae.

## Pensamiento
Sostuvo dos teorías distintas y sucesivas (y tal vez tres) con respecto al problema de los universales:
1. Teoría de la identidad física: queriéndose oponer al verbalismo de Roscelino, cae en el extremo opuesto del realismo exagerado: la esencia universal es una e idéntica a todos los individuos, los cuales sólo son modificaciones accidentales de la especie, de la misma manera que ésta es modificación accidental del género. Abelardo atacó duramente esta teoría, pues de ella habría de deducirse una especie de ubicuidad de todos los individuos en todos los lugares, aparte de que conducía al panteísmo. En vista de ello, Champeaux expuso su segunda tesis.
2. Teoría de la indiferencia: cada individuo se distingue de los otros por los accidentes y por la propia esencia, pero tienen unos caracteres comunes indiferentes para estar en un sujeto u otro, como la racionalidad, etc. En esta, aunque se abandona el realismo exagerado, se sigue buscando el universal en la realidad y no en el concepto que lo abstrae.
3. Hay quienes distinguen otra tercera teoría que es prácticamente igual a la anterior: la indiferencia en que participan todos los individuos, es sustituida por la semejanza, pero sigue buscando el universal en la misma penetración realidad, aunque modere su primitivo realismo extremo.